# NeNe Leakes
Linnethia Monique Johnson (Queens, Nueva York, 13 de diciembre de 1967), más conocida por su seudónimo NeNe Leakes, es una actriz y personalidad de telerrealidad estadounidense. Se hizo conocida en 2008 por participar en el reality show, The Real Housewives of Atlanta, en el cual estuvo hasta 2020. También se la conoce por su papel menor en Glee como la entrenadora Roz Washington y también en The New Normal por su papel de Rocky. Además, concursó para The Celebrity Apprentice 4. Fuera del escenario, NeNe es conocida por hacer campañas en contra del abuso sexual.

## Primeros años
Linnethia Monique Johnson nació en Queens, Nueva York. Una de cinco hijos, ella y uno de sus hermanos fueron enviados a vivir con una tía en Athens, Georgia, mientras que los otros tres niños se quedaron con su madre; porque se creía que su madre no podía hacerse cargo de los cinco. Después de graduarse de Clarke Central High School en Atenas, decidió continuar su educación formal en Morris Brown College en Atlanta durante dos años.

## Carrera
Antes de que Leakes conociera a los productores de The Real Housewives of Atlanta, había aparecido en programas de televisión como The Parkers. En 2003, también consiguió un papel menor como estríper en la película The Fighting Temptations, protagonizada por Cuba Gooding, Jr. y Beyoncé. Sin embargo, ninguna de sus escenas está presente en la edición final de la película, por lo que no se le atribuye su trabajo en la producción.
En 2008, Leakes hizo su primera aparición en The Real Housewives of Atlanta. Después de la primera temporada, coescribió con Denene Millner el libro Never Make The Same Mistake Twice. Leakes formó parte del elenco durante las primeras siete temporadas. En junio de 2015, Leakes anunció que no regresaría a Real Housewives of Atlanta para la octava temporada. Sin embargo, Leakes apareció en la temporada 8 de Real Housewives of Atlanta en un papel secundario, y según los informes, ganó su salario completo de las siete temporadas anteriores. Leakes más tarde regresó al programa como ama de casa a tiempo completo desde la décima temporada.
En 2020, Leakes anunció que no regresaría a Real Housewives of Atlanta para su decimotercera temporada.
Leakes también ha hecho la transición a la televisión con guion, interpretando a la secretaria Rocky Roades en la comedia de NBC, The New Normal. Ryan Murphy eligió a Leakes para su serie, Glee en la tercera temporada en un papel recurrente como la entrenadora de natación sincronizada y entrenador medallista de bronce olímpico, Roz Washington.] En 2011, Leakes participó en la undécima entrega de la serie Celebrity Apprentice de Donald Trump en NBC. Durante el décimo episodio de Apprentice, después de discusiones con el miembro del reparto Star Jones, Leakes abandonó el programa. Leakes no pudo ganar dinero para su organización benéfica seleccionada, My Sister's House.
Leakes ha sido anfitriona invitada de Anderson Live, The Talk, y apareció en Off Their Rockers y The Price Is Right de Betty White. El 4 de marzo de 2014 fue anunciada como una de las celebridades que competiría en la temporada 18 de Dancing with the Stars. Se emparejó con el bailarín profesional Tony Dovolani. Leakes y Dovolani fueron eliminados en la semana 7 de la competencia (Noche Latina) el 28 de abril de 2014, terminando en el séptimo lugar.
Además de competir en Dancing with the Stars, Leakes interpretó a la Ama de la sensualidad en Las Vegas, para el espectáculo Cirque du Soleil: Zumanity. Hizo su debut en Broadway el 25 de noviembre de 2014 como Madame en La cenicienta de Rodgers y Hammerstein. Ella interpretó el papel hasta que la producción terminó el 3 de enero de 2015. En noviembre de 2015, fue elegida para interpretar a la matrona "Mama" Morton en Chicago en Broadway durante cuatro semanas.
El 2 de enero de 2017, Leakes y su esposo participaron en el segundo MasterChef Celebrity Showdown. La pareja se enfrentó a Trai Byers y Grace Gealey de Empire, en el desafío por equipos y perdió.

## Vida personal
Leakes reside en Dulubuth, Georgia, un suburbio de Atlanta, con sus dos hijos, Bryson (nacido en diciembre de 1989) y Brentt (nacido en 1999). Ella ha escrito una autobiografía que describe sus propias experiencias con el abuso.
Leakes, se separó de su marido de 14 años, Gregg Leakes, y solicitó el divorcio el 29 de abril de 2010. Gregg Leakes es un inversionista de bienes raíces y consultor de empresas. El divorcio fue finalizado 29 de septiembre de 2011, aunque la pareja anunció que se volverán a casar en enero de 2013. Bravo filmó la planificación y ceremonia de su boda para un spin-off titulado I Dream of NeNe: The Wedding. NeNe y Gregg se volvieron a casar el 22 de junio de 2013 en el Hotel InterContinental Buckhead en Atlanta.

## Filmografía

### Películas
| Año  | Título                   | Rol         | Notas                  |
| ---- | ------------------------ | ----------- | ---------------------- |
| 2003 | The Fighting Temptations | Estríper    | Escena eliminada       |
| 2018 | Uncle Drew               | NeNe Leakes | Cameo                  |
| 2019 | How High 2               | Srta. Silas | Película de televisión |
| 2019 | Ride or Die              | Glo         | Película de televisión |

### Televisión
| Año       | Título                            | Rol            | Notas                                                                    |
| --------- | --------------------------------- | -------------- | ------------------------------------------------------------------------ |
| 2004      | The Parkers                       | —              | 1 episodio                                                               |
| 2008–2020 | The Real Housewives of Atlanta    | Ella misma     | Elenco principal (temporada 1–7, 10–12); recurrente (temporada 8)        |
| 2009-2020 | Entertainment Tonight             | Ella misma     |                                                                          |
| 2011      | The Celebrity Apprentice 4        | Ella misma     | Participante; temporada 11; 10 episodios                                 |
| 2012–2015 | Glee                              | Roz Washington | Recurrente; 13 episodios                                                 |
| 2014-2020 | Extra with Billy Bush             | Ella misma     |                                                                          |
| 2012      | The Amandas                       | Ella misma     | 1 episodio                                                               |
| 2012      | The Game                          | Ella misma     | 1 episodio                                                               |
| 2012      | Let's Stay Together               | Ella misma     | 1 episodio                                                               |
| 2012–2013 | The New Normal                    | Rocky Rhoades  | Principal                                                                |
| 2013      | Betty White's Off Their Rockers   | Ella misma     | 1 episodio                                                               |
| 2013      | The Price Is Right                | Ella misma     | 1 episodio                                                               |
| 2013      | Miss USA                          | Ella misma     | Jueza principal, 1 episodio                                              |
| 2013      | I Dream of NeNe: The Wedding      | Ella misma     | Elenco principal/Productora ejecutiva; 7 episodios                       |
| 2013–2017 | Fashion Police                    | Copresentadora | copresentadora inivtada (2013–15); copresentadora (2016–17)              |
| 2014      | The Millionaire Matchmaker        | Ella misma     | 1 episodio                                                               |
| 2014      | Dancing with the Stars            | Ella misma     | Concursante; temporada 18; 8 episodios (en 7.º lugar)                    |
| 2015      | The Prancing Elites Project       | Ella misma     | 1 episodio                                                               |
| 2015      | Real Husbands of Hollywood        | Ella misma     | 1 episodio                                                               |
| 2015–2016 | New Year's Eve with Carson Daly   | Copresentadora | Trasmisión especial desde Times Square                                   |
| 2016      | To Tell the Truth                 | Panelista      |                                                                          |
| 2016      | Larry King Now                    | Ella misma     | 1 episodio                                                               |
| 2016      | Cupcake Wars                      | Competidora    | 1 episodio                                                               |
| 2016      | Celebrity Family Feud             | Competidora    | Episodio: «Lance Bass vs Kellie Pickler and Ernie Hudson vs Nene Leakes» |
| 2016      | Lip Sync Battle                   | Competidora    | Episodio: «NeNe Leakes vs. Todd Chrisley»                                |
| 2016      | Hollywood Medium with Tyler Henry | Ella misma     | 1 episodio                                                               |
| 2017      | MasterChef Celebrity Showdown     | Competidora    | 1 episodio                                                               |
| 2018      | Uncensored                        | Ella misma     | Producción de TV One; 1 episodio                                         |
| 2019      | First Wives Club                  | Angel          | 1 episodio: «Diamonds Are Forever»                                       |
| 2020      | Celebrity Ghost Stories           | Ella misma     | Episodio: «NeNe Leakes»                                                  |
| 2020      | Celebrity Show-Off                | Competidora    | Temporada 1; 3 episodios                                                 |
| 2020      | Celebrity Call Center             | Ella misma     | Temporada 1; 1 episodio                                                  |
| 2020      | Tamron Hall Show                  | Ella misma     |                                                                          |
| —         | Glamsquad Showdown                | Copresentadora | Programa de concursos de belleza (en desarrollo)                         |

### Vídeos musicales
| Año  | Canción               | Artista       | Rol        |
| ---- | --------------------- | ------------- | ---------- |
| 2015 | «If I Don't Have You» | Tamar Braxton | Madam NeNe |

### Videojuegos
| Años | Videojuegos               | Character   |
| ---- | ------------------------- | ----------- |
| 2015 | Kim Kardashian: Hollywood | NeNe Leakes |

| Año           | Título                         | Rol                        | Notas                                 |
| ------------- | ------------------------------ | -------------------------- | ------------------------------------- |
| 2008—Presente | The Real Housewives of Atlanta | Ella Misma                 | 66 episodios, Serie de TV             |
| 2010          | Maury                          | Ella Misma                 | 1 episodio                            |
| 2011          | The Celebrity Apprentice       | Ella Misma                 | 10 episodios                          |
| 2012—2015     | Glee                           | Entrenadora Roz Washington | Personaje Recurrente, serie de TV FOX |
| 2012—2013     | The New Normal                 | Rocky Rhodes               | Personaje Principal, Serie de TV FOX  |
| 2014          | Dancing with the Stars         | ella misma                 | participante, reality Show ABC        |